# Placówka Straży Celnej „Bystrzec”

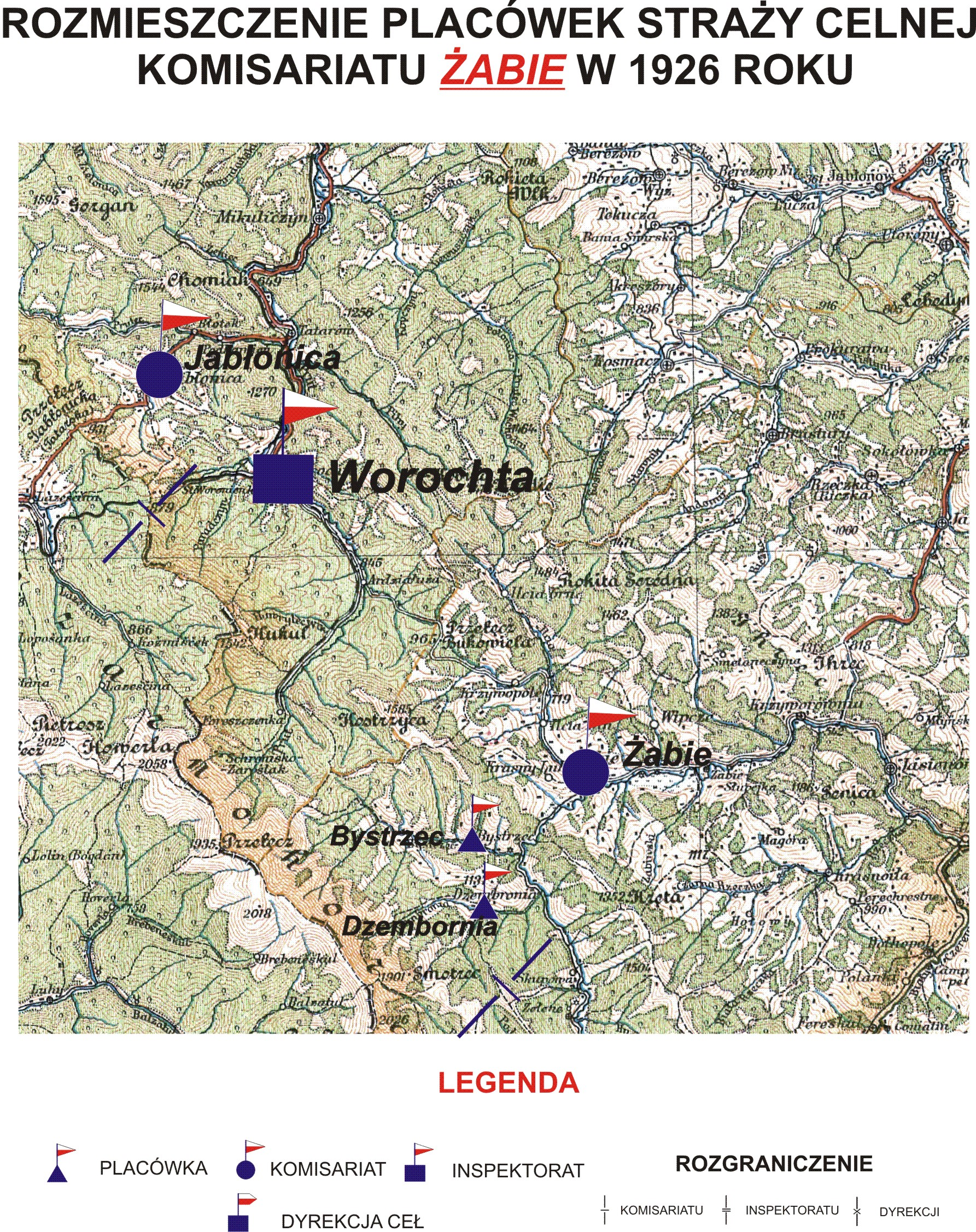
Rozmieszczenie placówek SC Komisariatu Żabie w 1926 r.

Placówka Straży Celnej „Bystrzec” – jednostka organizacyjna Straży Celnej pełniąca w okresie międzywojennym służbę ochronną na granicy polsko-rumuńskiej.

## Formowanie i zmiany organizacyjne
Na wniosek Ministerstwa Skarbu, uchwałą z 10 marca 1920 roku, powołano do życia Straż Celną. Jednostki Straży Celnej rozpoczęły przejmowanie odcinków granicy od pododdziałów Batalionów Celnych. W 1921 roku w Szybenach stacjonował sztab 4 kompanii 10 batalionu celnego. Kompania wystawiała również placówkę w Bystrzecy. Proces tworzenia Straży Celnej trwał do końca 1922 roku. Placówka Straży Celnej „Bystrzec” weszła w podporządkowanie komisariatu Straży Celnej „Żabie” z Inspektoratu SC „Worochta”.
W drugiej połowie 1927 roku przystąpiono do gruntownej reorganizacji Straży Celnej. W praktyce skutkowało to rozwiązaniem tej formacji granicznej. Ochronę północnej, zachodniej i południowej granicy państwa przejęła powołana z dniem 2 kwietnia 1928 roku Straż Graniczna.
Rozkazem nr 5 z 16 maja 1928 roku w sprawie organizacji Małopolskiego Inspektoratu Okręgowego dowódca Straży Granicznej gen. bryg. Stefan Pasławski powołał komisariatu SG „Żabie”. Dopiero 8 września 1828 dowódca Straży Granicznej rozkazem nr 6  w sprawie organizacji Małopolskiego Inspektoratu Okręgowego podpisanym w zastępstwie przez mjr. Wacława Szpilczyńskiego powołał placówkę Straży Granicznej I linii „Bystrzec”.

## Funkcjonariusze placówki
Kierownicy placówki
| stopień    | imię i nazwisko, numer | okres pełnienia służby | kolejne stanowisko |
| ---------- | ---------------------- | ---------------------- | ------------------ |
| przodownik | Jan Madej (50)         | był w 1926             |                    |

Obsada personalna placówki w 1926:
- przodownik Jan Madej (50)
- strażnik Antoni Mrozek (1663)
- strażnik Stanisław Karaś (652)
- strażnik Franciszek Bednarz (728)
- strażnik Józef Pilc (1550)
- strażnik Karol Orzech (774)
- strażnik Józef Wojtyna (787)
- strażnik Franciszek Wojtas (786)
- strażnik Piotr Waśniowski (1733)
- strażnik Piotr Kamiński (653)
- strażnik Józef Wilczyński (785)